# Сікори-Яновента
Сікори-Яновента (пол. Sikory-Janowięta) — село в Польщі, у гміні Кобилін-Божими Високомазовецького повіту Підляського воєводства.
Населення — 42 особи (2011).
У 1975-1998 роках село належало до Ломжинського воєводства.

## Демографія
Демографічна структура станом на 31 березня 2011 року:
|          | Загалом | Допрацездатний вік | Працездатний вік | Постпрацездатний вік |
| -------- | ------- | ------------------ | ---------------- | -------------------- |
| Чоловіки | 21      | 4                  | 12               | 5                    |
| Жінки    | 21      | 5                  | 9                | 7                    |
| Разом    | 42      | 9                  | 21               | 12                   |